# Tanytarsus chuzesecundus
Tanytarsus chuzesecundus är en tvåvingeart som beskrevs av Sasa 1984. Tanytarsus chuzesecundus ingår i släktet Tanytarsus och familjen fjädermyggor. Inga underarter finns listade i Catalogue of Life.